# 張光晟
張 光晟（ちょう こうせい、生年不詳 - 784年）は、唐代の軍人。回紇人を殺害する事件を起こし、のちには朱泚の反乱に参加した。本貫は京兆府盩厔県。

## 経歴
軍旅のあいだから身を立てた。天宝末年、哥舒翰の兵が潼関で敗れると、大将の王思礼の乗っていた馬が流れ矢に当たって斃れた。このとき光晟は騎兵の中にあったが、乗馬を王思礼に与えた。王思礼はその姓名を訊ねたが、光晟は名乗らず退いた。王思礼はその姿かたちを記憶していて、いつも人を使って捜させていた。王思礼が河東節度使となり、その偏将の辛雲京が代州刺史となったが、しばしば将校たちに非難されていたので、王思礼は怒った。辛雲京は恐れて、どうすればいいか分からなかった。光晟はこのとき辛雲京の麾下に属していたので、王思礼に会ってその怒りを解く役目を請け負った。光晟が王思礼に面会して潼関でのことを申し出ると、王思礼は喜んで、辛雲京への怒りを解いた。その日のうちに光晟は河東兵馬使に抜擢され、田宅や縑帛を与えられた。王思礼の上奏により特進となり、太常寺少卿に試用され、王思礼の腹心を委ねられた。宝応元年（762年）、辛雲京が河東節度使となると、光晟は代州刺史となった。大暦13年（778年）、回紇と羊武谷で戦って撃破した。
大暦14年（779年）、光晟は単于都護・兼御史中丞・振武軍使となった。建中元年（780年）、回紇の突董・梅録らが長安から帰国の途についた。光晟はその嚢中の物がすこぶる多いのをいぶかしんで、ひそかに駅吏に命じて長錐で嚢を刺させた。すると長安の婦人を誘い連れ帰っていることが判明した。光晟は突董らに宴会を用意して酔いつぶし、伏せていた武装した兵士に突董らを殺させると、死者は1000人あまりにおよび、わずかに2人のみが回紇に帰国できた。光晟は婦人たちに食糧を与えて長安に帰らせ、回紇の金帛を押収して、軍士に褒美を与えた。のちに回紇が使者を派遣して訴えてくると、徳宗は回紇の感情を刺激したくなかったことから、光晟を召還して右金吾衛将軍に任じた。回紇はなお恨んでやまず、光晟は降格されて睦王傅となった。ほどなく太僕寺卿に転じたが、光晟は自身の才能をたのんで不満であった。
建中4年（783年）、朱泚が反乱を起こすと、光晟はその下で節度使・兼宰相に任じられた。興元元年（784年）、朱泚の軍がたびたび敗戦すると、精兵5000を選抜して光晟に配属させ、東渭橋を去ること十数里の九曲に陣営を置かせた。光晟はひそかに李晟に使者を送って、唐への帰順の意を伝えた。李晟が兵を進めて長安の苑中に入ると、光晟は朱泚にすみやかに西方に逃れるよう勧め、数千人で朱泚の出城を送らせた。光晟は兵を率いて取って返して李晟に降った。李晟は光晟を私邸に帰らせ、死罪を赦すよう上表した。宴会があるたびに、光晟を列席させたが、潼関防禦・鎮国軍使の駱元光は「わたしは反虜と同席することはできない」と罵って、衣を払って陣営に帰った。李晟はやむをえず、私邸に光晟を拘束した。のちに赦すことはできないとの徳宗の勅命が下ったため、光晟は斬られた。

## 伝記資料
- 『旧唐書』巻127 列伝第77